# Isotta (Vorname)
Isotta ist die italienische Variante von Isolde. 
Folgende Personen tragen diesen Vornamen:
- Isotta degli Atti (1432 oder 1433–1474),  Italienerin während der Renaissance, die Frau des Fürsten Sigismondo Malatesta.
- Isotta Nogarola (1418–1466), italienische Humanistin
- Isotta Ingrid Rossellini (* 1952), italienische Literaturwissenschaftlerin